# Metlika
Metlika là một khu tự quản (tiếng Slovenia: občine, số ít – občina) trong vùng Dolenjska của Slovenia. Metlika có diện tích 108.9 km2, dân số là theo điều tra ngày 31 tháng 3 năm 2002 là 8123 người. Thủ phủ khu tự quản Metlika đóng tại Metlika.